# Goniothalamus malayanus
Goniothalamus malayanus Hook.f. & Thomson – gatunek rośliny z rodziny flaszowcowatych (Annonaceae Juss.). Występuje naturalnie w Malezji (zarówno na Półwyspie Malajskim jak i w stanie Sarawak), Indonezji (między innymi na Borneo, wyspie Bangka i w Irianie Zachodnim), Brunei oraz na indyjskich wyspach Andamanach i Nikobarach. 

## Morfologia
PokrójZimozielone drzewo dorastające do 10 m wysokości.
LiścieMają kształt od podłużnie eliptycznego do odwrotnie jajowatego. Mierzą 8–20 cm długości oraz 3–7 cm szerokości. Są skórzaste. Nasada liścia jest ostrokątna. Blaszka liściowa jest o spiczastym wierzchołku. Ogonek liściowy jest nagi i dorasta do 5–10 mm długości.
KwiatySą pojedyncze, rozwijają się w kątach pędów. Wydzielają zapach. Działki kielicha mają trójkątny kształt, są owłosione od wewnętrznej strony i dorastają do 6 mm długości. Płatki mają owalnie lancetowaty kształt i osiągają do 3–8 cm długości. Kwiaty mają owłosione owocolistki o długości 2–3 mm.
OwocePojedyncze mają podłużny kształt, zebrane w owoc zbiorowy. Osiągają 25–35 mm długości.

## Biologia i ekologia
Rośnie w wiecznie zielonych lasach. Kwitnie w maju.